# Équipe cycliste Stölting Service Group
L'équipe cycliste Stölting Service Group est une équipe cycliste allemande active entre 2007 et 2016. Elle devient une équipe continentale en 2011 puis une équipe continentale professionnelle en 2016 à la suite de la fusion avec l'équipe danoise Cult Energy. Elle récupère une majorité de coureurs de l'équipe Cult Energy.

## Histoire de l'équipe

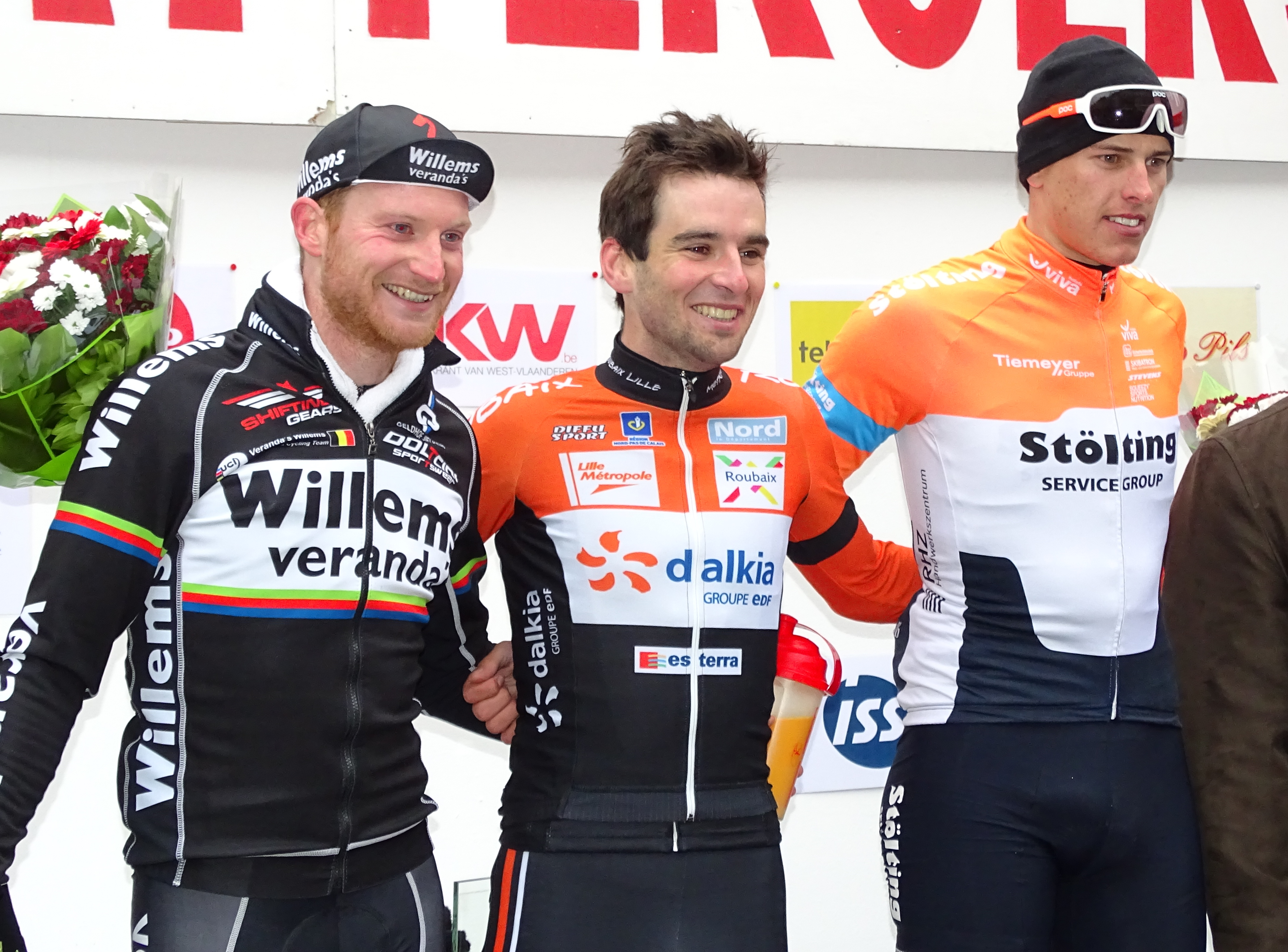
Podium de l'édition 2015 de la Course des chats : Joeri Calleeuw (2e), Baptiste Planckaert (1er) et Nils Politt (3e).

## Principales victoires

### Courses d’un jour
- Arno Wallaard Memorial : Arne Hassink (2011)
- Kernen Omloop Echt-Susteren : Phil Bauhaus (2014)
- Skive-Løbet : Phil Bauhaus (2014)
- Gran Premio Palio del Recioto : Silvio Herklotz (2014)
- Fyen Rundt : Mads Pedersen (2016)
- Grand Prix Horsens : Alexander Kamp (2016)

### Courses par étapes
- Tour d'Alsace : Silvio Herklotz (2013)
- Małopolski Wyścig Górski : Maximilian Werda (2014)
- Tour de Düren : Silvio Herklotz (2015)

### Championnats nationaux
- Championnats d'Allemagne sur route : 5
  - Course en ligne espoirs : 2013 (Silvio Herklotz), 2014 (Max Walscheid) et 2015 (Nils Politt)
  - Contre-la-montre espoirs : 2014 (Nils Politt) et 2015 (Lennard Kämna)
- Championnats de Bulgarie sur route : 1
  - Course en ligne espoirs : 2015 (Nako Georgiev)
- Championnats du Danemark sur route : 1
  - Course en ligne : 2016 (Alexander Kamp)

## Classements UCI
Depuis 2011, l'équipe participe en tant qu'équipe continentale puis équipe continentale professionnelle, aux circuits continentaux et principalement aux épreuves de l'UCI Europe Tour. Le tableau ci-dessous présente les classements de l'équipe sur les différents circuits continentaux, ainsi que son meilleur coureur au classement individuel.
UCI Africa Tour
| Saison | Classement par équipes | Meilleur coureur au classement individuel |
| ------ | ---------------------- | ----------------------------------------- |
| 2011   | 18e                    | Abdelbasset Hannachi (128e)               |

UCI America Tour
| Saison | Classement par équipes | Meilleur coureur au classement individuel |
| ------ | ---------------------- | ----------------------------------------- |
| 2014   | 34e                    | Frederik Dombrowski (241e)                |
| 2015   | 38e                    | Lennard Kämna (172e)                      |

UCI Asia Tour
| Saison | Classement par équipes | Meilleur coureur au classement individuel |
| ------ | ---------------------- | ----------------------------------------- |
| 2014   | 58e                    | Jan Dieteren (113e)                       |

UCI Europe Tour
| Saison | Classement par équipes | Meilleur coureur au classement individuel |
| ------ | ---------------------- | ----------------------------------------- |
| 2011   | 94e                    | Thomas Koep (444e)                        |
| 2012   | 86e                    | Jesper Asselman (387e)                    |
| 2013   | 42e                    | Silvio Herklotz (29e)                     |
| 2014   | 18e                    | Phil Bauhaus (26e)                        |
| 2015   | 58e                    | Silvio Herklotz (184e)                    |

## Effectif en 2016
| Cycliste                  | Date de naissance | Nationalité | Équipe 2015       |  |
| ------------------------- | ----------------- | ----------- | ----------------- |  |
| Michael Carbel Svendgaard | 7 février 1995    | Danemark    | Cult Energy       |  |
| Gerald Ciolek             | 19 septembre 1986 | Allemagne   | MTN-Qhubeka       |  |
| Linus Gerdemann           | 16 septembre 1982 | Allemagne   | Cult Energy       |  |
| Rasmus Guldhammer         | 9 mars 1989       | Danemark    | Cult Energy       |  |
| Lasse Norman Hansen       | 11 février 1992   | Danemark    | Cannondale-Garmin |  |
| Lennard Kämna             | 9 septembre 1996  | Allemagne   | Stölting          |  |
| Alexander Kamp            | 14 décembre 1993  | Danemark    | ColoQuick         |  |
| Thomas Koep               | 15 septembre 1990 | Allemagne   | Stölting          |  |
| Alex Kirsch               | 12 juin 1992      | Luxembourg  | Cult Energy       |  |
| Romain Lemarchand         | 26 juillet 1987   | France      | Cult Energy       |  |
| Christian Mager           | 8 avril 1992      | Allemagne   | Cult Energy       |  |
| Mads Pedersen             | 18 décembre 1995  | Danemark    | Cult Energy       |  |
| Rasmus Christian Quaade   | 7 janvier 1990    | Danemark    | Cult Energy       |  |
| Michael Reihs             | 25 avril 1979     | Danemark    | Cult Energy       |  |
| Sven Reutter              | 13 août 1996      | Allemagne   | Stölting          |  |
| Jonas Tenbrock            | 16 décembre 1995  | Allemagne   | Stölting          |  |
| Fabian Wegmann            | 20 juin 1980      | Allemagne   | Cult Energy       |  |
| Stagiaire                 | Date de naissance | Nationalité | Équipe 2016       |  |
| Moritz Backofen           | 21 mars 1995      | Allemagne   | Kuota-Lotto       |  |
| Alexander Weifenbach      | 2 décembre 1990   | Allemagne   | RV Blitz Spich    |  |
| Willi Willwohl            | 31 août 1994      | Allemagne   | LKT Brandenburg   |  |

## Saisons précédentes
- Stölting en 2015
- Stölting Service Group en 2016